# Oostknollendam
Oostknollendam est un village de la province de Hollande-Septentrionale aux Pays-Bas. Elle fait partie de la commune de Wormerland.
La ville a une population de 308 habitants (2001). La population du district statistique (village et campagne environnante) d'Oostknollendam  est de 570 habitants environ (2005).

## Notes et références

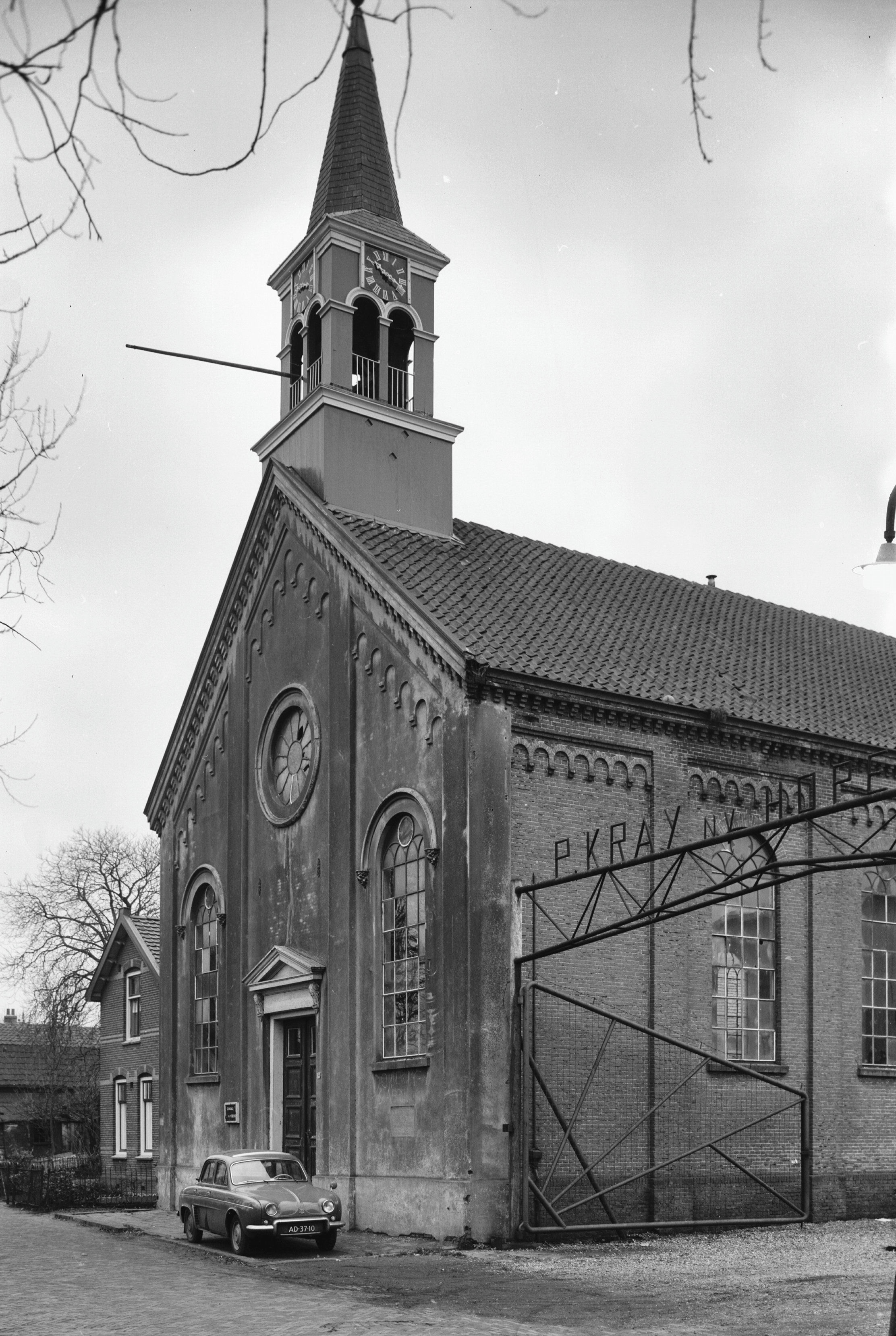
L'église en octobre 1964.